# Alessandro Bavona
Alessandro Bavona (* 11. Mai 1856 in Rocca di Cambio, Provinz L’Aquila, Italien; † 20. Januar 1912 in Wien) war ein italienischer Geistlicher, römisch-katholischer Erzbischof und Diplomat des Heiligen Stuhls.

## Leben
Er war der Sohn von Agostino Bavona und dessen Frau Elisabetta Lolli. Seine erste Bildung erhielt er durch seinen Onkel mütterlicherseits, den Priester Benedetto Gialloreti. Danach besuchte er das diözesane Priesterseminar und studierte später in Rom Theologie und Philosophie. Nach der Priesterweihe wurde er Lehrer für Kirchenrecht am Römischen Priesterseminar und Minutant der Kongregation für außerordentliche Kirchliche Angelegenheiten. Im Mai 1893 wurde er Uditore an der Nuntiatur in Madrid.
Papst Leo XIII. ernannte ihn am 17. Juli 1901 zum Titularerzbischof von Pharsalus und bestellte ihn zum Apostolischen Delegaten in Bolivien, Ecuador und Peru. Der Erzbischof von Quito, Pedro Rafael González y Calixto, spendete ihm die Bischofsweihe; Mitkonsekratoren waren der Bischof von Bolívar, Arsenio Andrade y Landázuri, und der Bischof von Ibarra, Federico González y Suárez. Am 20. November 1902 wurde Alessandro Bavona Apostolischer Nuntius in Bolivien. Papst Pius X. ernannte ihn am 13. November 1906 zum Apostolischen Nuntius in Brasilien. Am 2. Februar 1911 wurde Bavona Apostolischer Nuntius in Österreich-Ungarn mit Sitz in Wien. Er starb an den Folgen eines Schlaganfalls.